# Увек је сунчано у Филаделфији
Увек је сунчано у Филаделфији (енг. It's Always Sunny in Philadelphia) је америчка хумористичка серија жанра комедија ситуације, која је имала своју премијеру 4. априла 2005. године на телевизијском каналу FX, a која се од 4. септембра 2013. године емитује на каналу FXX. Творац серије је глумац Роб Макелхени, који је разрадио идеју серије са Гленом Хауертоном. Главну поставу серије чине Роб Макелхени, Глен Хауертон, Чарли Деј, Кејтлин Олсон и Дени Девито.
Радња серије прати "Банду", групу пријатеља који су власници неуспешног паба у Филаделфији. За разлику од обичних комедија ситуације у којима су главни ликови обични људи са којима се гледаоци могу поистоветити, чланови Банде су нарцисти, похлепни и манипулативни, са психопатским и социопатским тенденцијама, и њихови поступци често доводе до несреће других људи. Због овога, критичари често називају Увек је сунчано у Филаделфији првим "анти-ситкомом".
Првих осам сезона серије емитовано је на телевизијском каналу FX, да би премијера девете сезоне била емитована на каналу FXX. Све сезоне након девете су наставиле да се емитују на каналу FXX. Серија је такође доступна на стриминг платформи Нетфликс.
Од почетка њеног емитовања критичари су хвалили Увек је сунчано у Филаделфији због свог хумора који се није плашио да зађе у табу теме. Четрнаеста сезона серије се емитовала у периоду од 25. септембра до 20. новембра 2019. године. До децембра 2020. године наручено је још пет сезона што чини Увек је сунчано у Филаделфији телевизијском комедијом која се најдуже емитује. Петнаеста сезона најављена је за крај 2021. године.
Увек је сунчано у Филаделфији је више пута номинована за награду Еми у ударним терминима, док је 2016. године освојила награду по избору публике за омиљену емисију кабловске телевизије.
На српском језику, серија Увек је сунчано у Филаделфији је емитована на каналу Fox Life у периоду од 2009. до 2013. године.
Римејк серије назван Увек је сунчано у Москви (рус. В Москве всегда солнечно) премијерно је приказан у мају 2014. године у Русији. Овај римејк је омражен од стране критичара који су сматрали да он није успео да постигне шарм оригинала.

## Сажетак
Увек је сунчано у Филаделфији прати догодовштине Банде, групе од пет пријатеља: Чарлија (Чарли Деј), Мека (Роб Макелхени), близанаца Дениса (Глен Хауертон) и Ди (Кејтлин Олсон), и њиховог оца Френка (Дени Девито). Они су власници ирског паба "Педијев паб" у Филаделфији у савезној држави Пенсилванији.
Иако често раде заједно, сви чланови Банде су нарцисоидни, похлепни, или пате од зависности од субстанци или дубоко усађених менталних проблема. Они ће често продати једни друге да би добили оно што желе, и спремни су да манипулишу једни другима као и људима који су ван њихове групе пријатеља. Упркос свему овоме, Банда увек завршава назад на окупу на крају епизоде.
У већини случајева, "Педијев паб" је приказан као финансијски неуспех, често снимљен без муштерија. Већину послова у пабу обавља Чарли, укључујући чишћење и отварање паба, али је Чарли ментално заостао и завистан од дувања лепка, па паб често остаје неотворен на дуже временске периоде. Френк подржава паб финансијски. Он је бизнисмен који је свој капитал зарадио, међу осталим стварима, отварањем илегалне радионице у Вијетнаму и утајом пореза.
Неки од злочина које је Банда починила да би постигла своје циљеве су: канибализам, наркоманија, отмица, фалсификовање, пљачкање гробница, покушај убиства, јавна голотиња и многи други.

## Ликови
Чарли Деј као Чарли Кели - Чарли је сувласник Педијевог паба и Меков пријатељ из детињства. Чарли је неписмен, алкохоличар и зависник од дувања лепка, такође он пати од проблема са бесом и јако је лаковеран. Чарли не зна ко је његов отац пошто се његова мајка бавила проституцијом, и инсинуирано је у серији да га је његов ујак сексуално злостављао када је био дете. Чарли је опседнут Конобарицом, девојком коју јури од младости, а која стално одбија његове покушаје флертовања. Упркос његовој неписмености, Чарли је врстан музичар и експерт у "птичјем праву". Његова омиљена храна је бифтек пржен у млеку и прекривен гуменим бомбонама.
Роб Макелхени као Роналд "Мек" Макдоналд - Мек је сувласник Педијевог паба и његов избацивач. Мек је опседнут физичким изгледом и концептом мужевности. Његов отац је провео већину Мековог живота у затвору, и због тога Мек има потребу да се докаже свом оцу као мачо мушкарац. Мек пати од телесне дисморфије и често мења тежину. Мек често хвали своју борбену спремност, али је највећа кукавица у Банди и често бежи од физичког конфликта. Он је римокатолик, али често чини неморалне акте због своје опседнутости са сексом. У једанаестој сезони серије, Мек је признао да је хомосексуалац. Имплицирано је да је Мек заљубљен у Дениса.
Глен Хауертон као Денис Ренолдс - Денис је сувласник Педијевог паба и брат близанац Ди. Денис је социопата, опседнут сексом, манипулативан, нарцис и површан. Студирао је психологију на Универзитету Пенсилваније и умислио је да је "златни бог" који контролише другима чак и кад то није истина. Имплицирано је у серији да је он серијски убица али то никад није потврђено. Денис практикује систем назван по њему да манипулише женама да би од њих добио секс. У десетој сезони је дијагнозиран са биполарним поремећајем, али он ово пориче. На крају дванаесте сезоне сазнаје да има сина у Северној Дакоти и одлази да се брине о њему.
Кејтлин Олсон као Диандра "Ди" Ренолдс - Ди је конобарица у Педијевом пабу и Денисова сестра близнакиња. У почетку серије Ди је приказана као глас разума групе, али је у каснијим сезонама и сама постала члан неморалних активности Банде. Ди је опседнута одобрењем других и њеним физичким изгледом. У основној школи је носила фиксну протезу због које су је друга деца звала "Алуминијумско чудовиште". Ди је често исмевана од стране других чланова Банде, делом због њене жеље да постане глумица што она не успева због своје треме.
Дени Девито као Френк Ренолдс - Френк је отац Ди и Дениса, и могући отац Чарлија. Френк је бизнисмен који је зарадио свој новац бавећи се илегалним активностима. Френк воли да се клади, конзумира кокаин и увек је наоружан барем једним пиштољем. Ди и Денис нису заправо Френкова деца, зато што га је његова "курва жена" варала са другим богаташем. Френк се први пут појавио у другој сезони серије, након чега је постао део главне поставе.
Поред главних ликова, у епизодама се често појављују и Дејвид Хорнсби као Крикет, Артемис Пебдани као Артемис, Лин Мари Стјуарт као Чарлијева мама, и Сенди Мартин као Мекова мама.

## Критике
Критичари су претежно реаговали позитивно на Увек је сунчано у Филаделфији. Серија се пронашла на више различитих листа најбољих серија свих времена, укључујући листе које су креирали веб-сајтови IGN и Stacker.
Новинар за Би-Би-Си, Хана Вудхед је назвала Увек је сунчано у Филаделфији најбољим америчким ситкомом. Такође је рекла о четрнаестој сезони серије: "Шале и даље варирају од задовољавајуће незрелих до збуњујуће надреалних, и тон је сардонски какав је одувек био, али има и мало топлоте овде - и након четрнаест година, Увек је сунчано у Филаделфији ју је заслужила своје место у Дворани славних комедија."
Гилијан Флин, новинар за EW! магазин није имао исто мишљење. У својој рецензији прве сезоне рекао је: "Она је довољно самозадовољна да мисли да је иновативна, али није довољно паметна да схвати да није."